# Miloš Blažek
Miloš Blažek (7. května 1926 Praha – 10. září 2019 Praha), skautskou přezdívkou Merkur, byl učitel, významná osobnost českého skautingu a politický vězeň.

## Životopis
Narodil se 7. května 1926 v Praze. V roce 1936 vstoupil do skautské organizace ministrantů Legio Angelica. Skautský slib složil ve Staré Boleslavi 28. září 1938. Po zákazu Junáka nacisty v roce 1940 pokračoval v ilegální skautské činnosti, zejména se soustředil na výchovu. Na konci druhé světové války byl totálně nasazen.
Odmaturoval v roce 1946, na Filozofické fakultě Univerzity Karlovy vystudoval středoškolský učitelský obor dějepis-zeměpis, studia ukončil v roce 1950. Na rozdíl od mnoha jiných skautů nebyl ze studia vyloučen.
V roce 1945 se stal vedoucím 318. skautského oddílu v rámci střediska Mawadani, podílel se na založení Ekumenické lesní školy pro vzdělávání skautských vedoucích. Prosazoval, aby ve skautském vzdělávání byla vždy přítomna duchovní výchova, ne pouze praktické disciplíny.
V roce 1948, po převzetí vedení Junáka komunisty, ukončil jeho oddíl svou činnost, odmítl se tak připojit k Pionýru. Skauting nadále provozoval ilegálně, od roku 1950 pod krytím vlastivědného kroužku na pražské střední škole, kde učil; pořádal putovní i stálé tábory a členy oddílu nechával skládat skautský slib. V roce 1959 byl zatčen a za ilegální skautskou činnost odsouzen na čtyři a půl roku vězení, jeho činnost byla tehdejším tiskem pranýřována. Jako vězeň pracoval v kamenouhelných dolech, mezi jeho spoluvězni bylo mnoho kněží a řeholníků. V roce 1960 byl propuštěn na amnestii a začal pracovat jako stavební dělník. Pro svou činnost ve prospěch podzemní katolické církve (roznášení ilegálních tiskovin a církevní literatury) a ilegálních skautských oddílů byl často vyslýchán Státní bezpečností.
V období pražského jara pracoval jako instruktor skautských lesních škol a byl aktivní ve středisku Maják. Toto středisko pomáhal obnovit i po sametové revoluci, kdy se opět zapojil do skautského vzdělávání. Stal se i aktivním členem Ústřední duchovní rady Junáka. Až do konce života působil ve skautském vzdělávání, byl členem Svojsíkova oddílu.
S manželkou Věrou se oženil v roce 1957. Měl tři děti:
- Monika (* 1958) vstoupila do kongregace Školských sester sv. Františka, přijala jméno Markéta a stala se představenou kláštera ve Slatiňanech.
- Michaela (* 1961) vstoupila v roce 1982 do řádu klarisek-kapucínek, přijala jméno Anežka a stala se přestavenou komunity ve Šternberku.
- Jiří (* 1964) je významným českým regionálním geografem, docentem na Přírodovědecké fakultě Univerzity Karlovy.

## Ocenění
Za přínos v rozvoji oldskautingu mu byla v roce 1996 udělena Medaile Syrinx.
V roce 2003 mu bylo uděleno nejvyšší české skautské vyznamenání, Řád stříbrného vlka; později se stal seniorem řádu jeho nositelů.
V roce 2014 obdržel od ministra obrany dekret účastníka třetího odboje.
28. září 2017 byl přijat mezi rytíře Řádu svatého Řehoře Velikého.

## Citát
| „ | Pokud bychom vynechali skautský slib a skautský zákon, nemáme právo na existenci – skauting není jen volnočasová hra, ale výchova charakteru. | “ |